# Fontaines-en-Duesmois
Pour les articles homonymes, voir Fontaines.
Fontaines-en-Duesmois est une commune française située dans le département de la Côte-d'Or en région Bourgogne-Franche-Comté, elle fait partie du canton de Châtillon-sur-Seine et des communes regroupées dans le Châtillonnais.

## Géographie

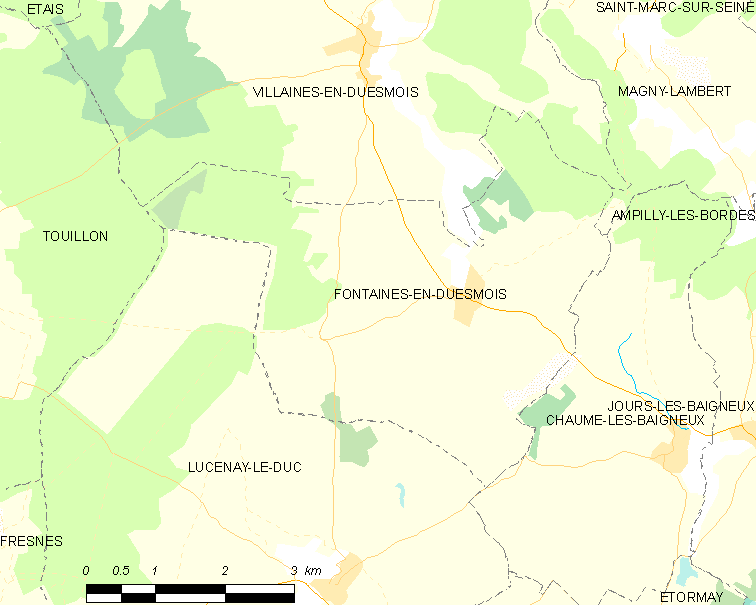

Entre la Brenneet la haute vallée de la Seine, la commune est essentiellement agricole. Les deux pointes formées par les limites de la commune, au nord, sont occupés par la forêt qui entoure Villaines-en-Duesmois et qui fait partie de l'immense zone forestière qui s'étend du Montbardois au Châtillonnais. Ce territoire de 18 km2 a son point culminant à 419 m dans sa pointe sud au lieu-dit du Bois-de-Vaux et son point bas (333 m) dans le bois de l'Évoy à son extrême pointe nord-ouest.

### Accès
La D 21 traverse la commune du nord-ouest au sud-est, route qui relie Laignes (sur la D 965 de Châtillon-sur-Seine à Tonnerre) à la D 971 (Châtillon-sur-Seine à Dijon) près de Baigneux-les-Juifs.

### Hameaux, écarts, lieux-dits
- Hameaux détachés du village : Émorots (ou Esmorots).
- Habitat ou bâti écarté : le Vieux Moulin (ruines).
- Lieux-dits d'intérêt local : étang de Noitant, bois de l'Évoy, bois là-Haut. Plusieurs combes portent un nom, combe aux Groseillers, combe Cochon…

### Hydrographie
Malgré son nom qui a pour origine une source située aujourd'hui sous la chapelle Saint-Nicolas, le territoire de Fontaines, situé sur un plateau, est peu irrigué. Le sous-sol karstique (calcaires jurassiques) a tendance à écouler les eaux de façon souterraine et elles alimentent les nombreuses sources qui apparaissent dans les versants des vallées qui bordent le plateau, sur certaines communes voisines. Quelques sources remplissent épisodiquement les lavoirs ou des petits étangs comme celui de Noidant au nord du village. La Laigne (ou ruisseau de Marcenay), qui coupe la pointe nord-est du finage, est représentative du système hydraulique local puisqu'elle disparaît un plus loin sur la commune de Puits, pour réapparaître à la résurgence de Laignes, près de 20 km plus au nord.

### Climat
Pour des articles plus généraux, voir Climat de la Bourgogne-Franche-Comté et Climat de la Côte-d'Or.
En 2010, le climat de la commune est de type climat des marges montargnardes, selon une étude du Centre national de la recherche scientifique s'appuyant sur une série de données couvrant la période 1971-2000. En 2020, Météo-France publie une typologie des climats de la France métropolitaine dans laquelle la commune est exposée à un climat océanique altéré et est dans la région climatique  Lorraine, plateau de Langres, Morvan, caractérisée par un hiver rude (1,5 °C), des vents modérés et des brouillards fréquents en automne et hiver. 
Pour la période 1971-2000, la température annuelle moyenne est de 9,9 °C, avec une amplitude thermique annuelle de 16,4 °C. Le cumul annuel moyen de précipitations est de 908 mm, avec 12,4 jours de précipitations en janvier et 8,3 jours en juillet. Pour la période 1991-2020, la température moyenne annuelle observée sur la station météorologique de Météo-France la plus proche, « Montbard_sapc », sur la commune de Montbard à 16 km à vol d'oiseau, est de 11,4 °C et le cumul annuel moyen de précipitations est de 853,5 mm,. Pour l'avenir, les paramètres climatiques de la commune estimés pour 2050 selon différents scénarios d'émission de gaz à effet de serre sont consultables sur un site dédié publié par Météo-France en novembre 2022.

## Urbanisme

### Typologie
Au 1er janvier 2024, Fontaines-en-Duesmois est catégorisée commune rurale à habitat dispersé, selon la nouvelle grille communale de densité à 7 niveaux définie par l'Insee en 2022.
Elle est située hors unité urbaine et hors attraction des villes,.

### Occupation des sols
L'occupation des sols de la commune, telle qu'elle ressort de la base de données européenne d’occupation biophysique des sols Corine Land Cover (CLC), est marquée par l'importance des territoires agricoles (71,6 % en 2018), une proportion sensiblement équivalente à celle de 1990 (71,8 %). La répartition détaillée en 2018 est la suivante : 
terres arables (69,3 %), forêts (26,8 %), zones urbanisées (1,6 %), zones agricoles hétérogènes (1,3 %), prairies (1,1 %). L'évolution de l’occupation des sols de la commune et de ses infrastructures peut être observée sur les différentes représentations cartographiques du territoire : la carte de Cassini (XVIIIe siècle), la carte d'état-major (1820-1866) et les cartes ou photos aériennes de l'IGN pour la période actuelle (1950 à aujourd'hui).

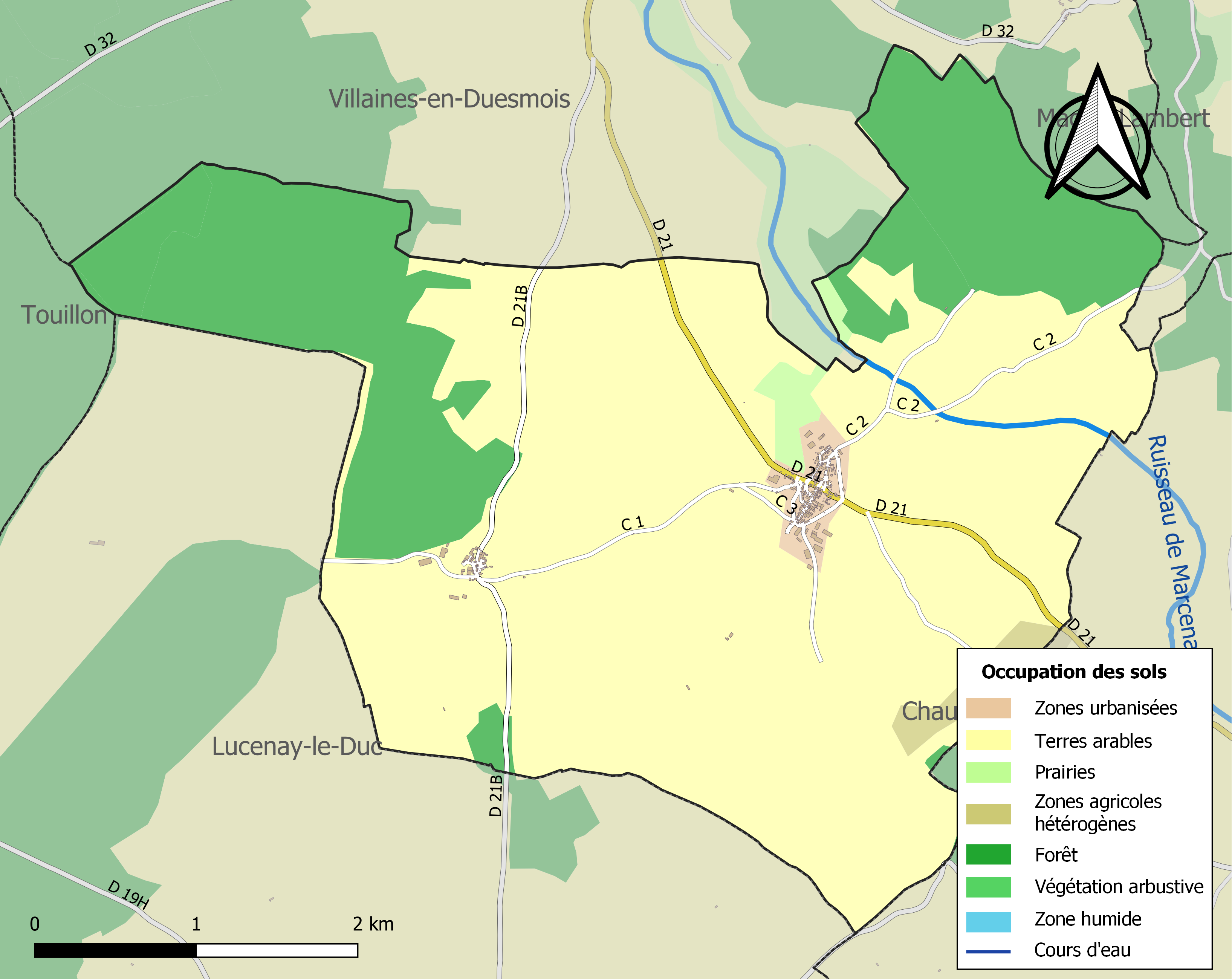
Carte des infrastructures et de l'occupation des sols de la commune en 2018 (CLC).

## Histoire

### Antiquité
Plusieurs tumulus fouillés sur les pentes ouest du vallon de la Laigne attestent d'une occupation celtique à la fin de l'âge du bronze et au début du premier âge du fer.

### Moyen Âge
À proximité de la chapelle Saint-Nicolas, on peut observer une des plus belles mottes castrales du Châtillonnais cernée par l'anneau marécageux d'un ancien fossé. Cette maison forte, signalée dès le XIVe siècle, est la résidence des seigneurs de Fontaines.
À deux kilomètres à l'ouest, le hameau d'Emorots est une grange de l'abbaye de Fontenay du XIIe siècle à la Révolution.

### Temps modernes
En 1575, Jean d'Eguilly fait enclore le village de murs flanqués de tours et percés de 4 portes avant d'affranchir les habitants. La seigneurie passe ensuite aux Saint-Belin Malain.
En 1789, Emorot est rattaché à Fontaines.

## Politique et administration
| Période                                  | Période   | Identité             | Étiquette | Qualité |
| ---------------------------------------- | --------- | -------------------- | --------- | ------- |
| avant 1988                               | ?         | Albert Viennot       |           |         |
| mars 1995                                | mars 2014 | Hubert Gormotte      |           |         |
| mars 2014                                | mai 2020  | Denis Soyer          |           |         |
| mai 2020                                 | en cours  | Christian Demoingeot |           |         |
| Les données manquantes sont à compléter. |           |                      |           |         |

Fontaines-en-Duesmois appartient :
- à l'arrondissement de Montbard,
- au canton de Châtillon-sur-Seine et
- à la communauté de communes du Pays Châtillonnais.

## Démographie
L'évolution du nombre d'habitants est connue à travers les recensements de la population effectués dans la commune depuis 1793. Pour les communes de moins de 10 000 habitants, une enquête de recensement portant sur toute la population est réalisée tous les cinq ans, les populations de référence des années intermédiaires étant quant à elles estimées par interpolation ou extrapolation. Pour la commune, le premier recensement exhaustif entrant dans le cadre du nouveau dispositif a été réalisé en 2005.

En 2022, la commune comptait 117 habitants, en évolution de −2,5 % par rapport à 2016 (Côte-d'Or : +0,82 %, France hors Mayotte : +2,11 %).
| 1793 | 1800 | 1806 | 1821 | 1831 | 1836 | 1841 | 1846 | 1851 |
| ---- | ---- | ---- | ---- | ---- | ---- | ---- | ---- | ---- |
| 445  | 405  | 405  | 402  | 412  | 407  | 412  | 406  | 408  |

| 1856 | 1861 | 1866 | 1872 | 1876 | 1881 | 1886 | 1891 | 1896 |
| ---- | ---- | ---- | ---- | ---- | ---- | ---- | ---- | ---- |
| 396  | 397  | 389  | 389  | 362  | 336  | 342  | 328  | 329  |

| 1901 | 1906 | 1911 | 1921 | 1926 | 1931 | 1936 | 1946 | 1954 |
| ---- | ---- | ---- | ---- | ---- | ---- | ---- | ---- | ---- |
| 299  | 281  | 279  | 222  | 222  | 216  | 222  | 190  | 182  |

| 1962 | 1968 | 1975 | 1982 | 1990 | 1999 | 2005 | 2006 | 2010 |
| ---- | ---- | ---- | ---- | ---- | ---- | ---- | ---- | ---- |
| 198  | 175  | 171  | 134  | 124  | 126  | 141  | 143  | 128  |

| 2015 | 2020 | 2022 | - | - | - | - | - | - |
| ---- | ---- | ---- | - | - | - | - | - | - |
| 122  | 117  | 117  | - | - | - | - | - | - |

## Culture locale et patrimoine

### Lieux et monuments
En 2016, la commune compte 3 monuments inscrits à l'inventaire des monuments historiques, 29 monuments ou édifices répertoriés à l'inventaire général du patrimoine culturel, 6 éléments classés à l'inventaire des objets historiques et 31 objets répertoriés à l'inventaire général du patrimoine culturel.
- Église Saint-Germain  Classé MH (1927)  Inscrit MH (2006)[23].

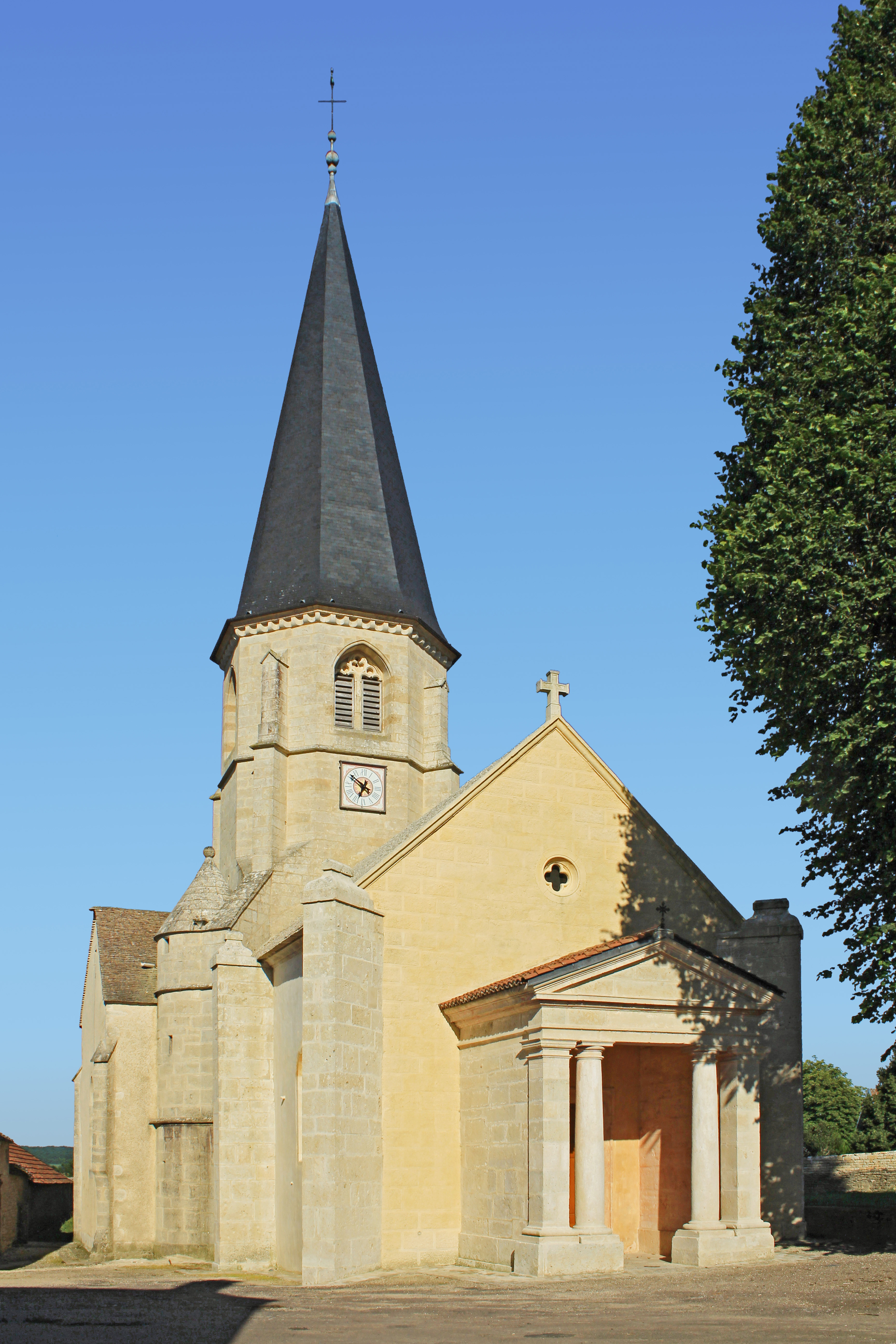
Église Saint-Germain,
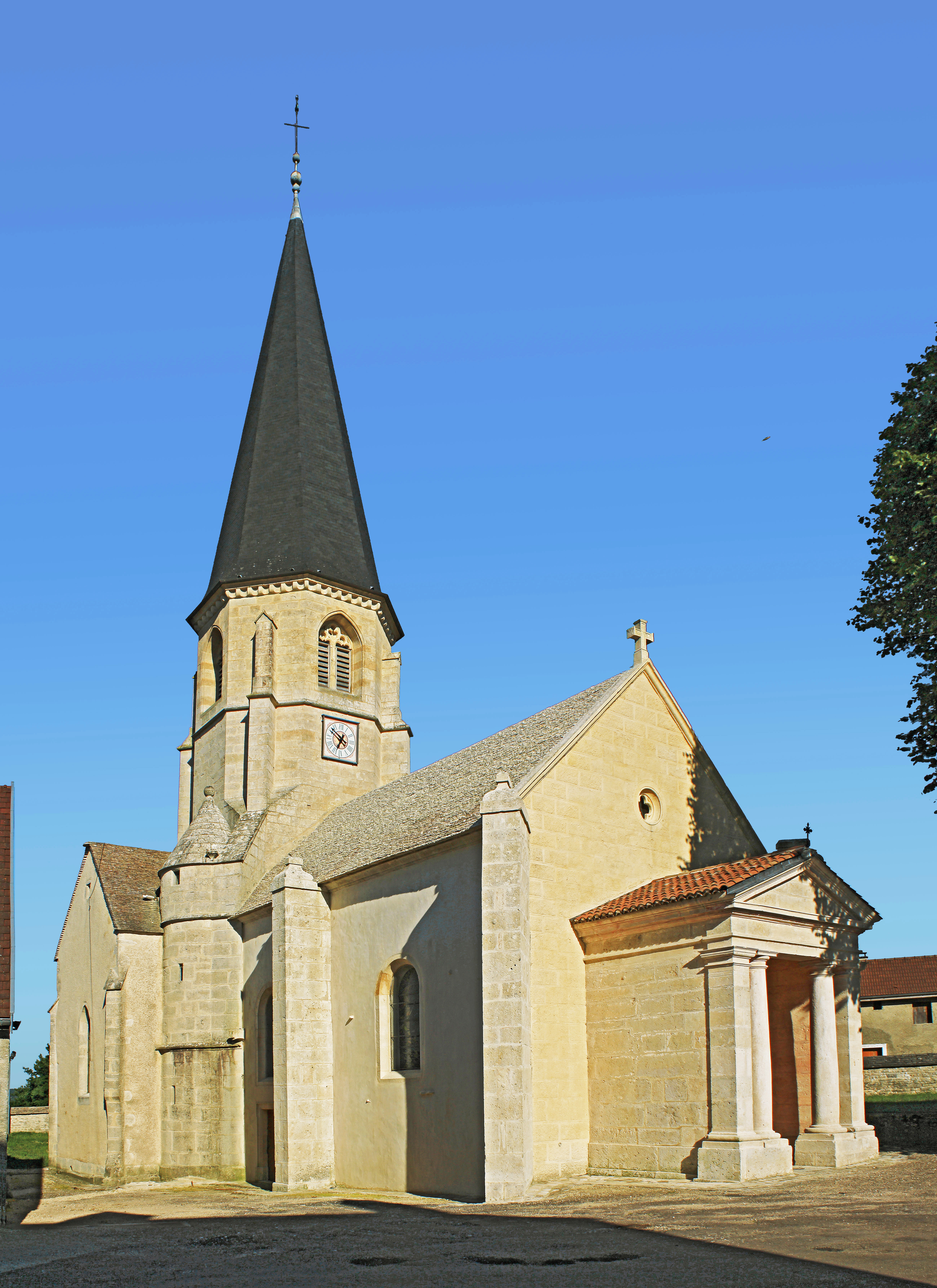
XIIe et XVIe, clocher du XVIIIe siècle.

- Place remarquable  Classé MH (1950)[24] comprenant :
  - la chapelle Saint-Nicolas du XVIe siècle bâtie sur une source et en vis-à-vis
  - un lavoir du XVIIIe siècle.

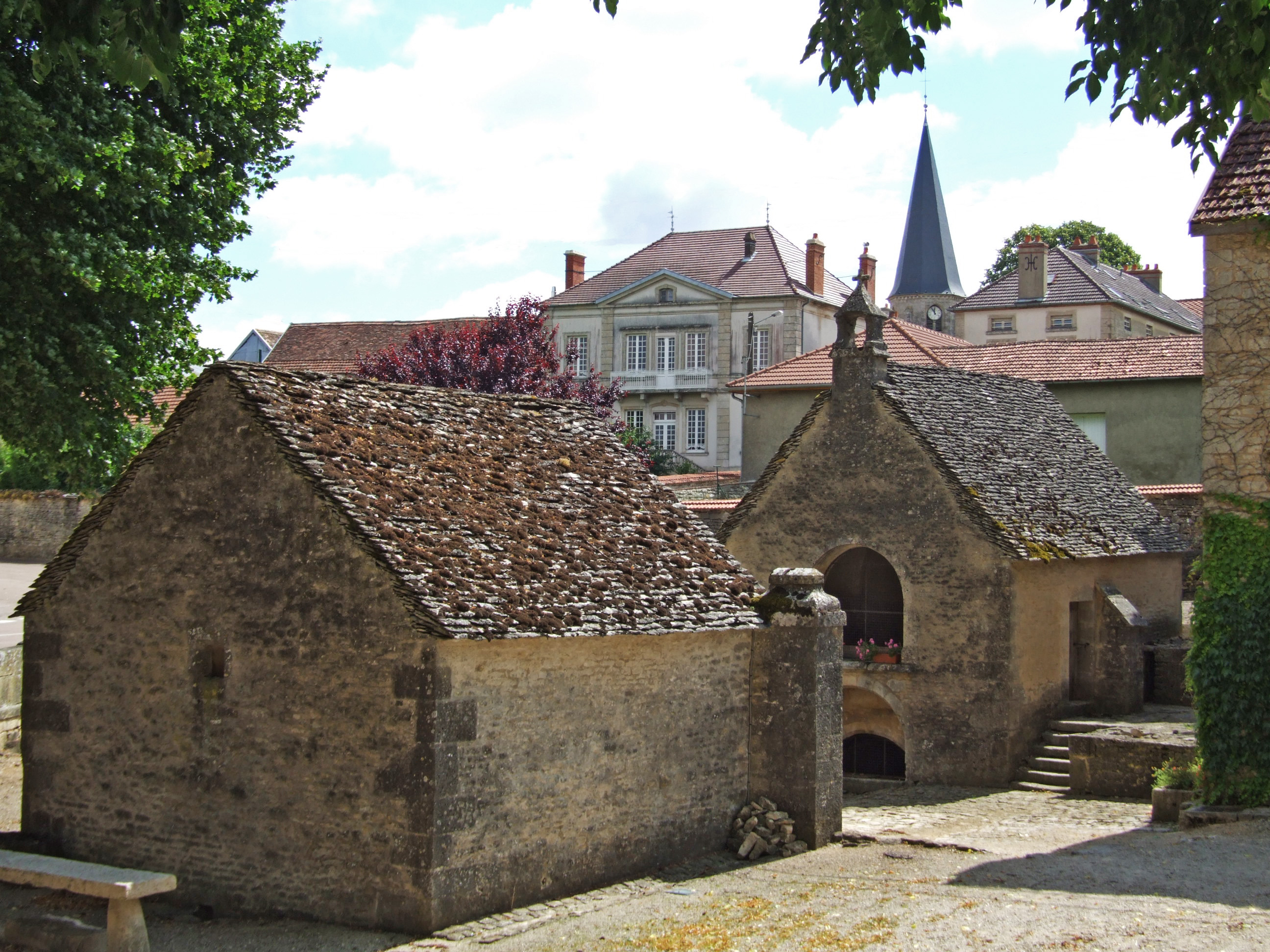
Chapelle sur la source et lavoir.
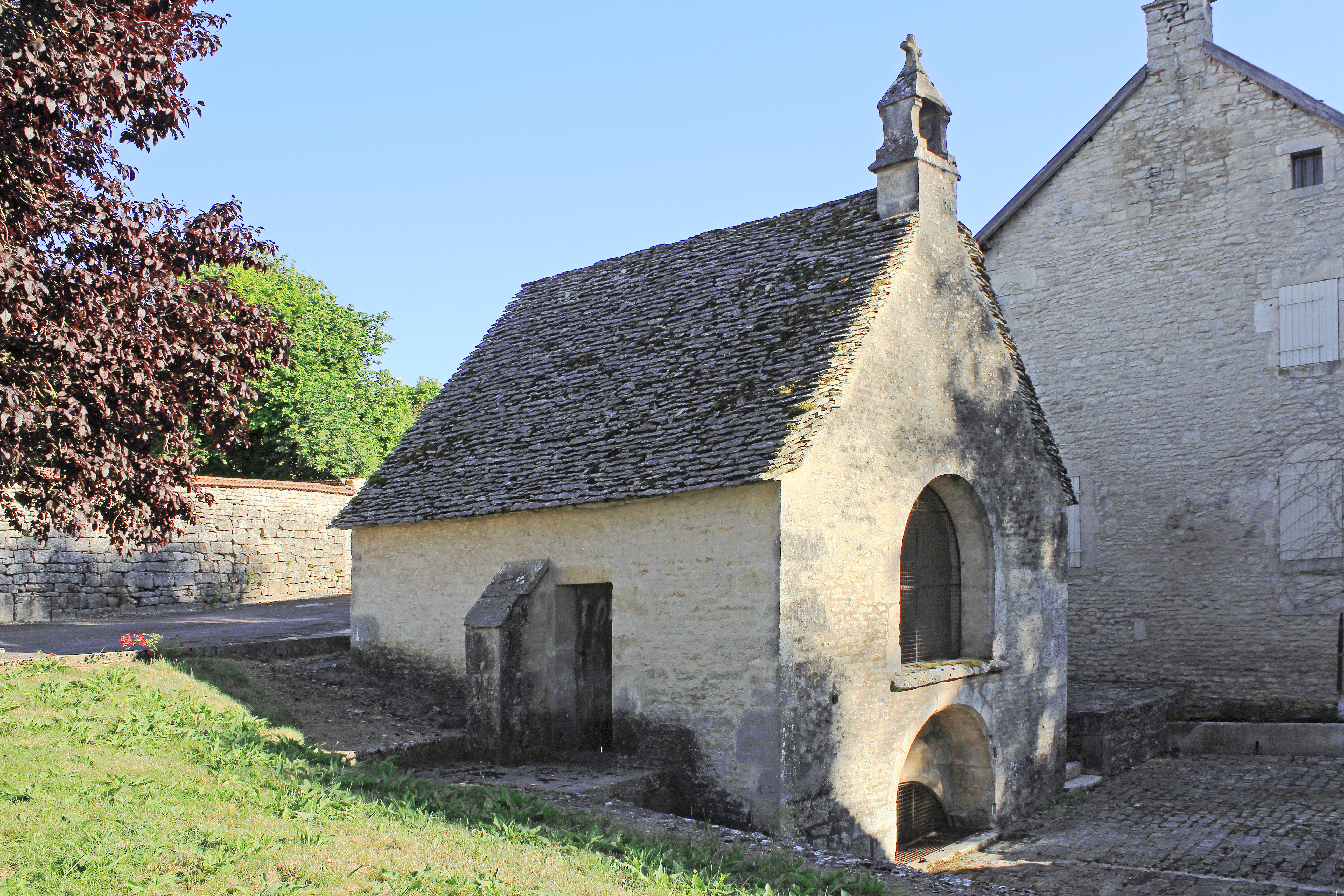
La chapelle Saint-Nicolas.
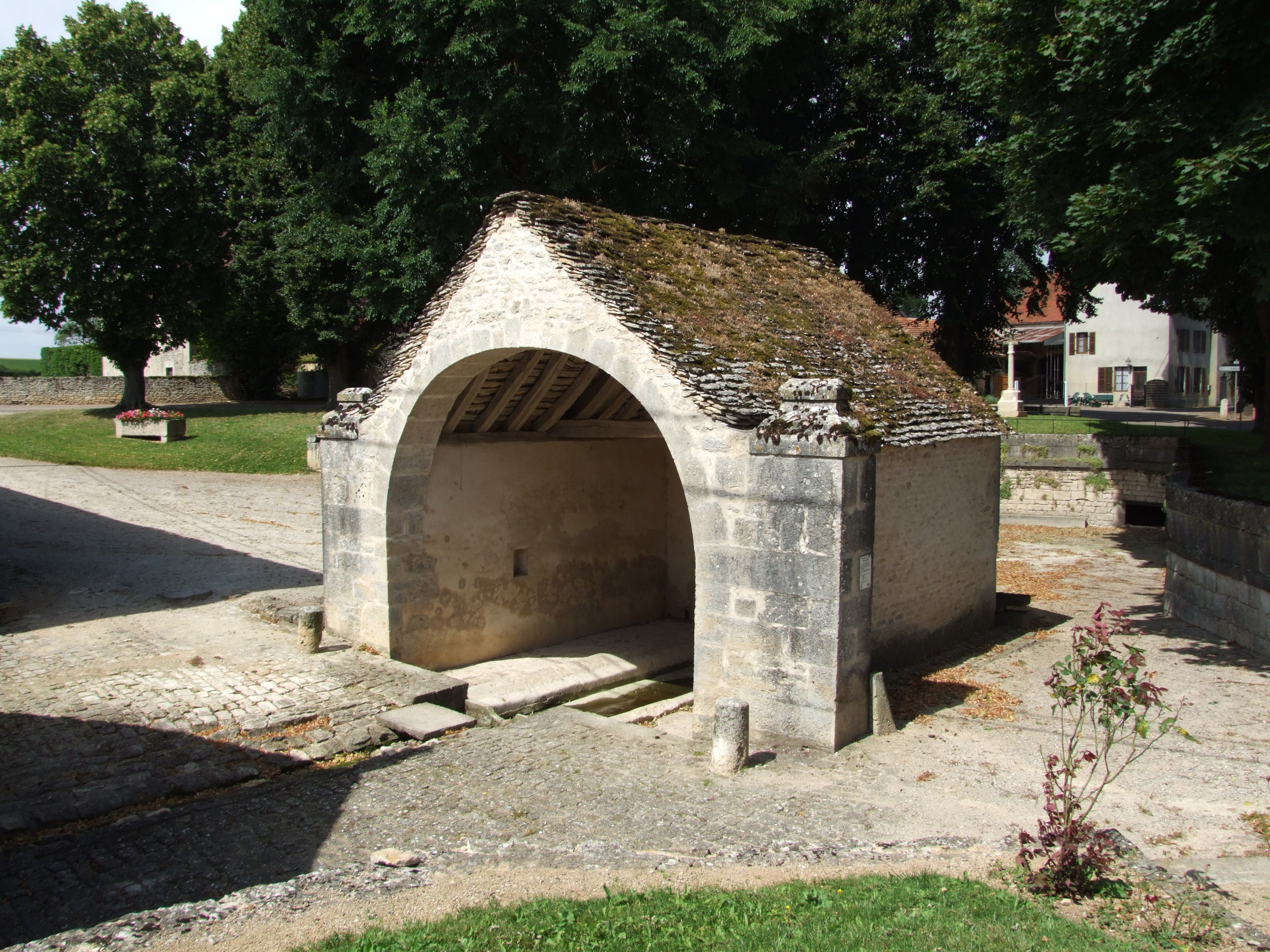
Le lavoir alimenté par la source.

- Grange cistercienne d'Émorots (ou Esmorots)  Inscrit MH (2009)[25].

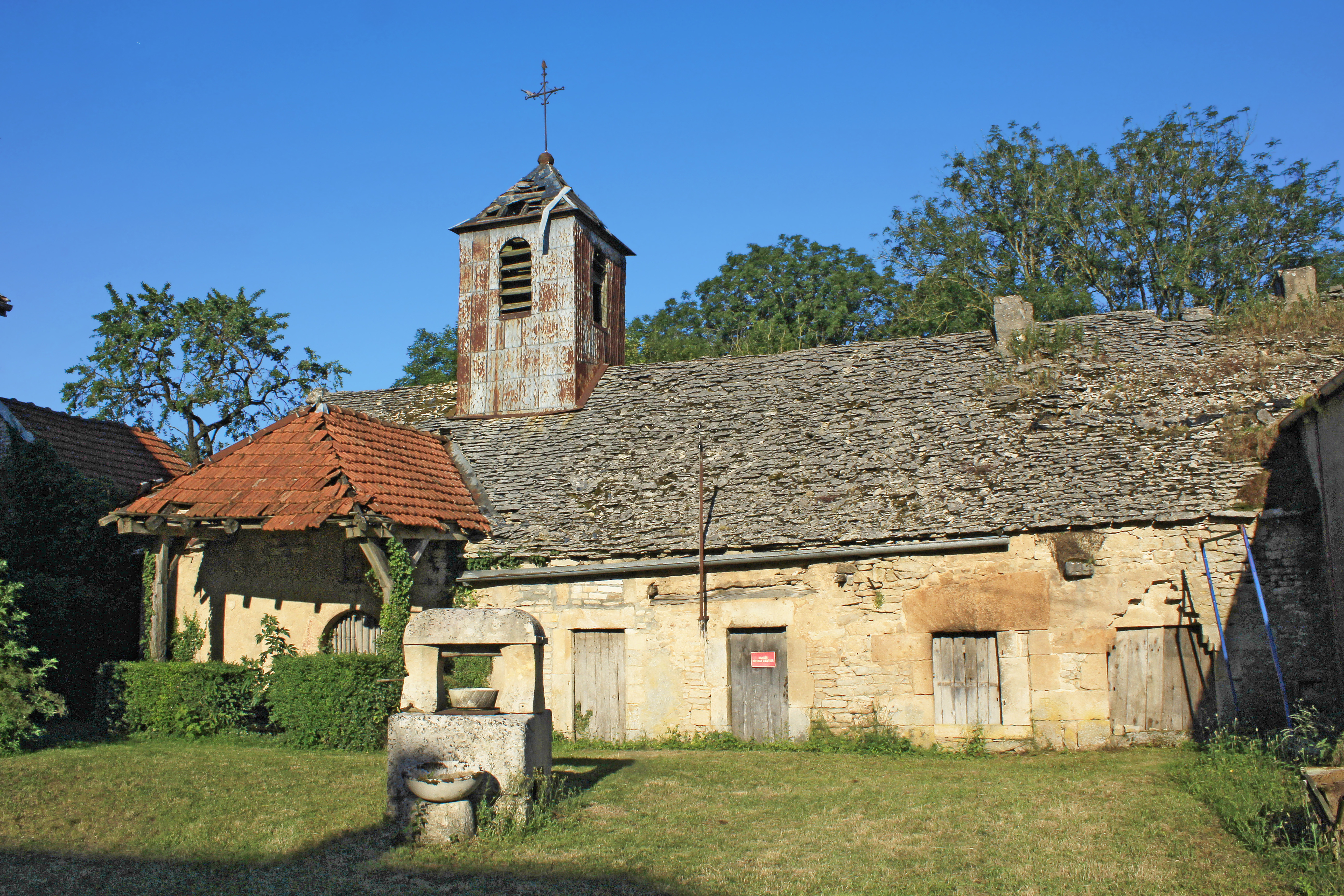
Chapelle de la grange cistercienne d'Émorots.

- Manoir du XVe siècle.

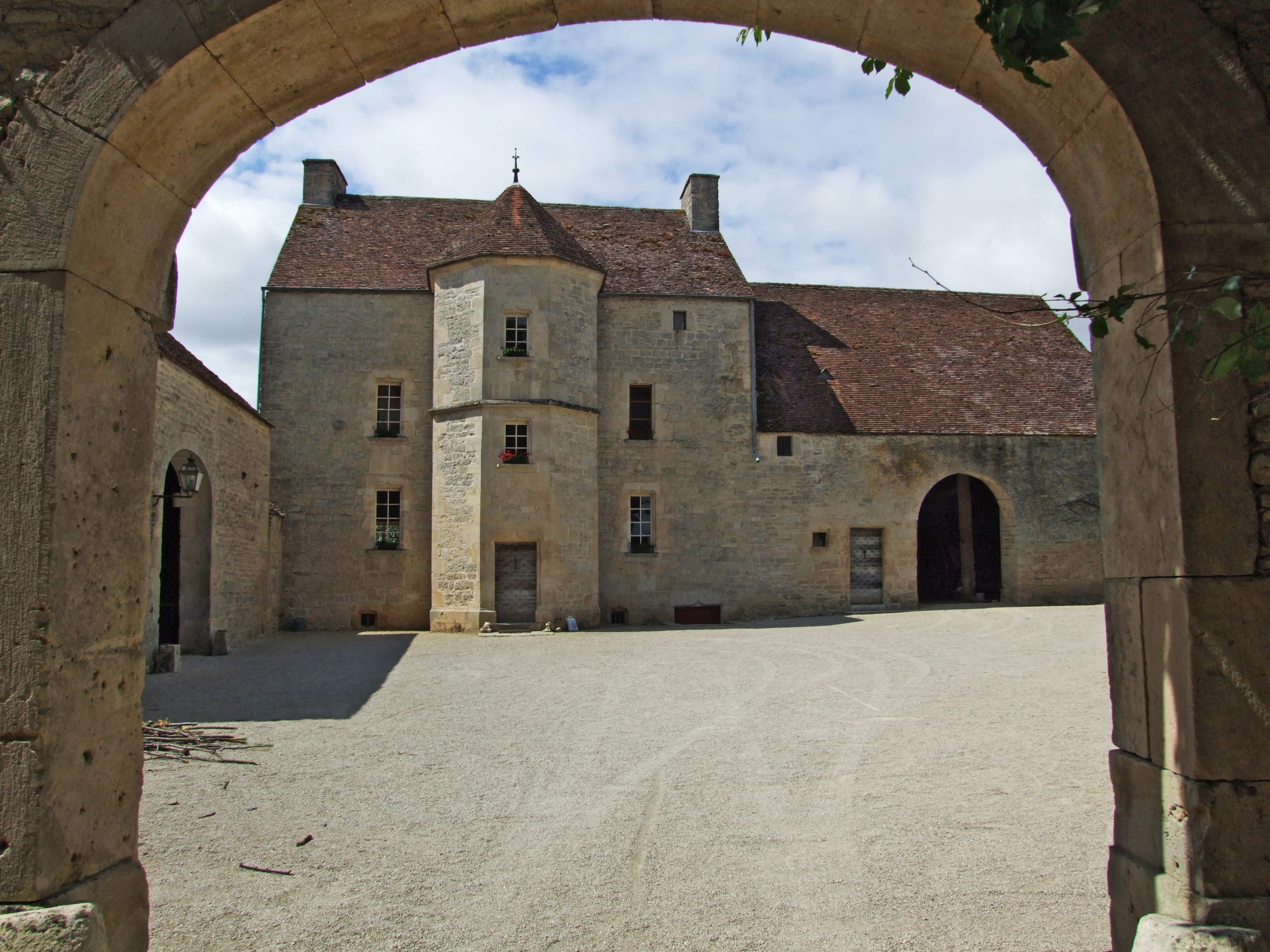
Le manoir.
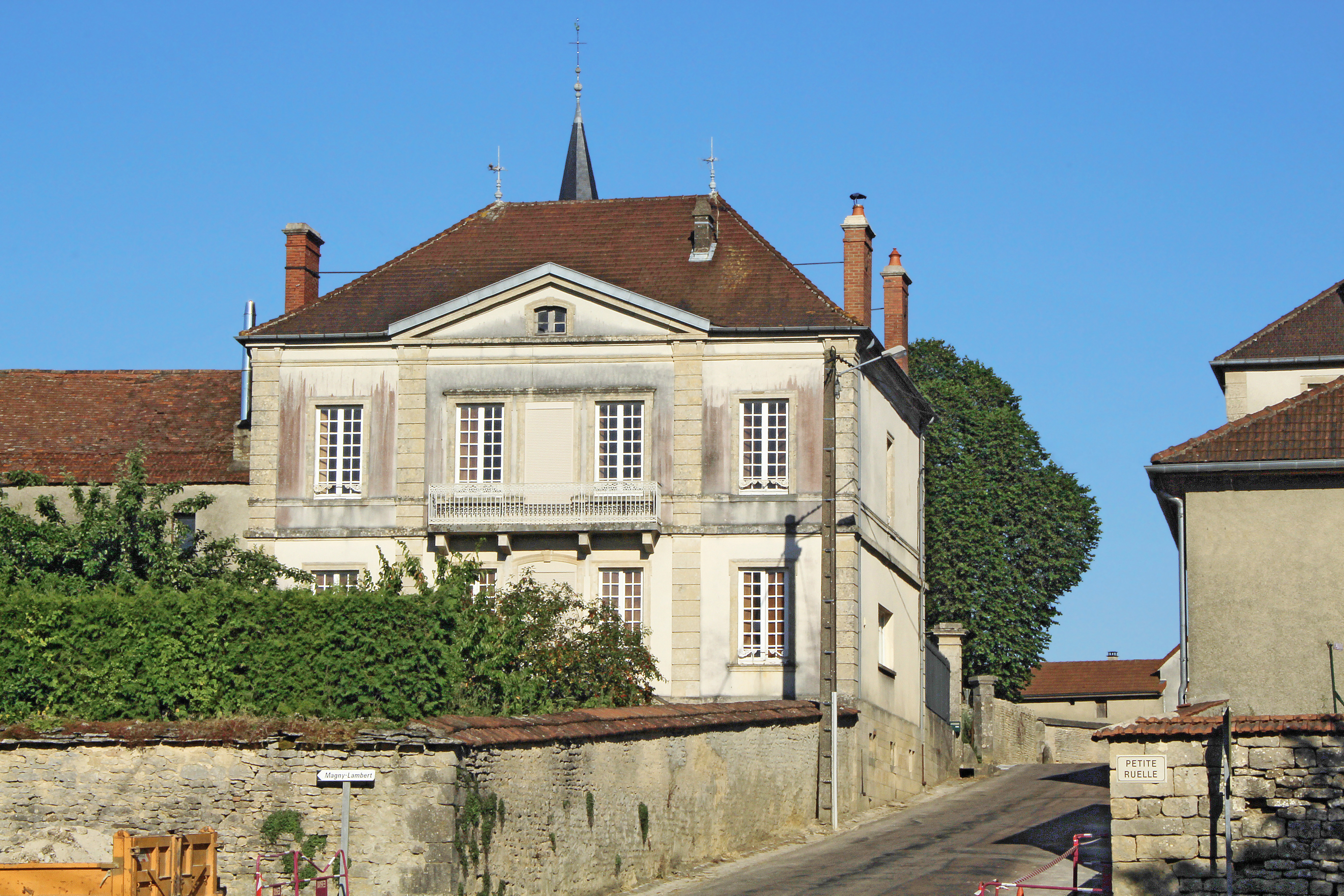
Le château.

### Personnalités liées à la commune
- Le 22 septembre 1752, le mariage de Georges-Louis Leclerc de Buffon avec Mlle de Saint-Belin, fille du châtelain, est célébré dans l'église de Fontaines[14].
- Robert Guillaume (1922-2004), né sur la commune, conseiller général du canton de la Charité-sur-Loire et sénateur de la Nièvre.

### Héraldique
| Blason de Fontaines-en-Duesmois | Blason  | D'azur à trois têtes de bélier d'argent. |
| Blason de Fontaines-en-Duesmois | Détails | Inspiré des armes de la famille de Saint-Belin, anciens seigneurs du lieu, qui portaient des béliers accornés d'or. Le statut officiel du blason reste à déterminer. |